# Municipal Waste
I Municipal Waste sono un gruppo musicale statunitense formatosi nel 2001 a Richmond, Virginia.

## Storia
Il gruppo si forma nel 2001, pubblicando dopo pochi mesi un EP omonimo e autoprodotto. Nel 2003 realizzano il loro album di debutto Waste 'Em All, pubblicato dall'etichetta indipendente Mordar. Nel 2005 cambiano casa discografica e passano all'Earache Records, con la quale pubblicano l'album Hazardous Mutation.
Il gruppo suona al This Is for You Fest 2005 a Daytona Beach, in Florida, e al Super Sabado Gigante Fest nel gennaio 2006 nella Bay Area della California. Nel luglio 2007 viene pubblicato il terzo album The Art of Partying.
Suonano al Wacken Open Air e al Reading & Leeds UK Carling Weekend Festival nell'agosto 2007, prima di debuttare, l'anno successivo, al Download Festival il 15 giugno, suonando sul palco della Tuborg.
In seguito partecipano al Suicidal Final Tour degli At the Gates, assieme ai Darkest Hour, ai Toxic Holocaust e ai Repulsion.
Il quarto album della band, Massive Aggressive, viene pubblicato nel 2009. Seguiranno The Fatal Feast nel 2012, Slime and Punishment nel 2017 e Electrified Brain nel 2022.

## Stile musicale

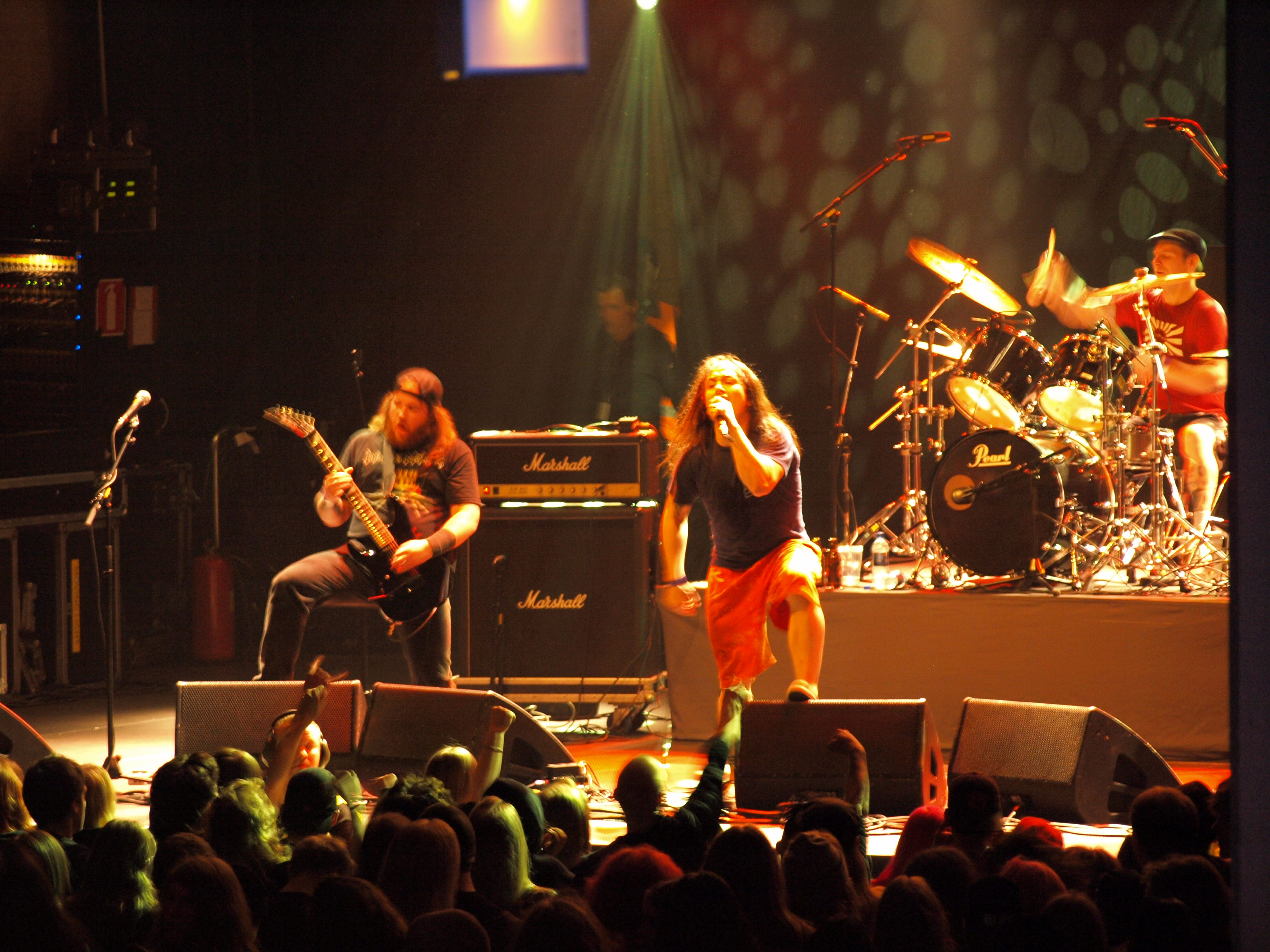
I Municipal Waste al Finnish Metal Expo ad Helsinki nel 2008

La loro proposta è un punk metal aspro, feroce e rapido, contenuto all'interno di canzoni spesso molto brevi: è assai frequente nella loro discografia trovare tracce di durata inferiore al minuto. L'uso della batteria e della voce derivano direttamente dall'hardcore punk, mentre la chitarra riprende riff di matrice thrash metal, seppur più scarni e crudi. I testi sono caratterizzati da temi quali la violenza, l'horror (in particolare gli zombie), l'adolescenza e il mondo del nucleare.

## Formazione

### Formazione attuale
- Tony Foresta – voce (2001-presente)
- Ryan Waste – chitarra (2001-presente)
- Nick "Nightgate" Poulos – chitarra (2015-presente)
- Philip "Land Phil" Hall – basso, voce secondaria (2004-presente)
- Dave Witte – batteria (2004-presente)

### Ex componenti
- Brendon Trache - batteria (2001-2002)
- Andy Harris - basso (2001-2004)
- Brandon Ferrell - batteria (2002-2004)

## Discografia

### Album in studio
- 2003 - Waste 'Em All
- 2005 - Hazardous Mutation
- 2007 - The Art of Partying
- 2009 - Massive Aggressive
- 2012 - The Fatal Feast
- 2017 - Slime and Punishment
- 2022 - Electrified Brain

### EP
- 2001 - Municipal Waste
- 2007 - The Art of Partying
- 2019 - The Last Rager

### Split
- 2002 - Tango and Thrash (con i Bad Acid Trip)
- 2002 - Crucial Unit/Municipal Waste (con i Crucial Unit)
- 2005 - Louder than Hell (con Hirax, The Accüsed, Toxic Narcotic e Vöetsek)
- 2012 - Toxic Waste (con Toxic Holocaust)